# El Canelo, Chiapas
El Canelo är en ort i Mexiko.   Den ligger i kommunen San Fernando och delstaten Chiapas, i den sydöstra delen av landet, 700 km öster om huvudstaden Mexico City. El Canelo ligger 845 meter över havet och antalet invånare är 240.
Terrängen runt El Canelo är kuperad. Runt El Canelo är det mycket tätbefolkat, med 1 573 invånare per kvadratkilometer. Närmaste större samhälle är Tuxtla Gutiérrez, 12,8 km sydost om El Canelo. I omgivningarna runt El Canelo växer huvudsakligen savannskog.